# Dora Ratjen
Pour les articles homonymes, voir Ratjen.
Dora Ratjen, ou Hermann Ratjen, ou Horst Ratjen (20 novembre 1918 - 22 avril 2008), est un athlète allemand intersexe qui a concouru dans la catégorie femme durant l'entre-deux-guerres, terminant notamment quatrième dans le saut en hauteur féminin aux Jeux olympiques d'été de 1936 à Berlin, avant d'être désigné comme homme intersexe et déchu.
Les conclusions d'une enquête menée en 1938 et 1939 sur la vie de Ratjen ont été publiées par Der Spiegel en 2009. Ces documents suggèrent que, plutôt que de résulter d'une fraude ou d'une conspiration nazie (comme le prétend le film Berlin 36 (en)), sa place dans l'équipe féminine en 1936 s'explique par une banale conjonction d'incertitude liée au sexe, d'erreur médicale, de peur et d'embarras.

## Biographie

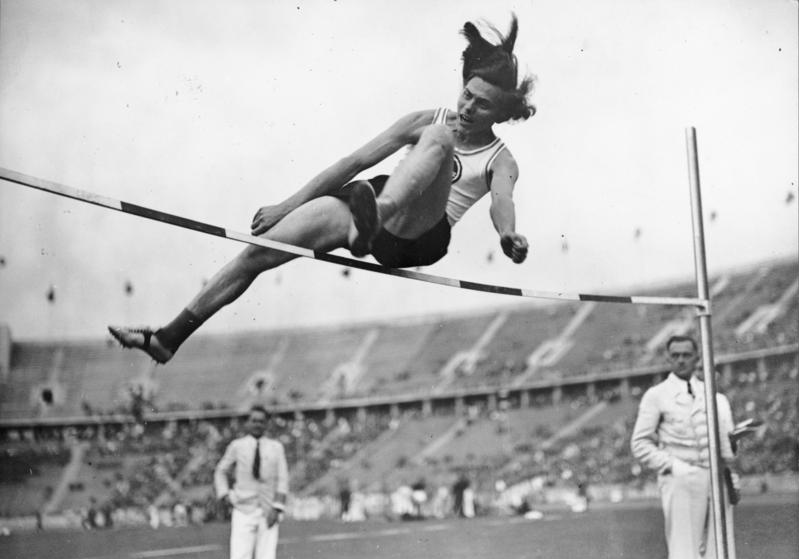
Saut victorieux de Dora Ratjen aux championnats d'Allemagne d'athlétisme 1937 à la hauteur de 1.63 m.

Ratjen naît à Erichshof, près de Brême, dans une famille décrite comme simple. Son père, Heinrich Ratjen, déclare en 1938 : « Lorsque l'enfant est né, la sage-femme m'a dit : "Heini, c'est un garçon !". Mais cinq minutes plus tard, elle m'a dit : "Finalement, c'est une fille !" ». Dora déclare, également en 1938 : « Mes parents m'ont élevée comme une fille [et] j'ai donc porté des vêtements de fille toute mon enfance. Mais à partir de l'âge de 10 ou 11 ans, j'ai commencé à réaliser que je n'étais pas une femme, mais un homme. Cependant, je n'ai jamais demandé à mes parents pourquoi je devais porter des vêtements de femme alors que j'étais un homme ». À l'adolescence, Dora participe avec succès à des compétitions sportives féminines.
Dora participe aux Jeux olympiques d'été de 1936 à Berlin, sans monter sur le podium, mais remporte une médaille d'or lors des 2e Championnats d'Europe d'athlétisme 1938, en saut en hauteur féminin, et établit à cette occasion un nouveau record du monde à 1,70 mètre. Le Reich allemand remporte en tout 32 médailles dont 12 en or lors de cette compétition.
En 1936, sa coéquipière Gretel Bergmann aux Jeux olympiques déclare qu'elle n'a « jamais eu de soupçons, pas même une seule fois... Dans la douche commune, nous nous demandions pourquoi elle ne se montrait jamais nue. C'était grotesque que quelqu'un puisse encore être aussi timide à l'âge de 17 ans. Nous avons juste pensé "Elle est bizarre"... »,. Mais Dorothy Tyler-Odam se méfie de Ratjen : « Ils m'ont écrit pour me dire que je ne détenais pas le record, alors je leur ai écrit en disant : "Ce n'est pas une femme, c'est un homme ». Le record du monde d'Odam sera officiellement reconnu par l'instance dirigeante du sport, l'IAAF, en 1957.

## Outing
Le 21 septembre 1938, Ratjen prend un train express de Vienne à Cologne. Le conducteur du train signale à la police de la gare de Magdebourg qu'il y avait « un homme habillé en femme » dans le train. Ratjen reçoit l'ordre de descendre du train et est interrogé par la police. Ses documents d'identité authentiques mentionnent un genre féminin, mais après quelques hésitations, il reconnait être un homme et raconte son histoire. Un médecin l'examine et  déclare que Ratjen est un homme, tout en décrivant l'ambiguïté de l'apparence de ses organes génitaux intersexués,,,.
L'athlète subit de nouveaux tests au sanatorium sportif de Hohenlychen, qui confirment les premiers. Les poursuites pénales se poursuivent jusqu'au 10 mars 1939, date à laquelle le procureur général déclare : « On ne peut pas considérer qu'il y a eu fraude, car il n'y avait pas d'intention de récolter une récompense financière ». Ratjen promet alors aux autorités de « cesser de faire du sport avec effet immédiat ». Le père de l'athlète, Heinrich Ratjen, insiste d'abord pour que Dora continue à être considérée comme une femme, puis le 29 mars 1939, écrit au chef de la police de Brême : « Suite à la modification de l'inscription à l'état civil concernant le sexe de l'enfant, je vous demande de changer le prénom de l'enfant en Heinrich ».

## Vie ultérieure
La médaille d'or gagnée par Ratjen lui est retirée, son nom est effacé des registres et la fédération allemande d'athlétisme l'exclut,. Selon Der Spiegel, Dora/Heinrich Ratjen, qui se fait ensuite appeler Heinz, reçoit une nouvelle carte d'identité et des papiers de travail et part vivre comme ouvrier à Hanovre, refusant les demandes d'interviews jusqu'à sa mort, en 2008.

## Une relecture politique controversée
Après la Seconde Guerre mondiale, l'ex-sportif explique « qu'il avait vécu trois ans comme une femme, camouflant ses parties génitales pour ne pas être démasqué ». Il accuse aussi le Bund Deutscher Mädel (Association des jeunes filles allemandes), section féminine des Jeunesses hitlériennes, de l'avoir forcé à cette imposture, « pour l'honneur et la gloire du Reich »,. Le film Berlin 36 (en), sorti en 2009, reprend cette version. Dora y apparaît sous le nom de Marie Kettler, jouée par l'acteur Sebastian Urzendowsky. Ce film, illustrant l'autorité nazie face à l’athlète juive Gretel Bergmann, explique que le régime allemand s'est servi de Dora en tant que concurrente de Gretel pour éviter qu'une athlète juive gagne en hauteur sous la nationalité allemande lors des Jeux olympiques de 1936,.
Cette analyse est contredite par l'écrivain sportif Volker Kluge (de), qui a conseillé les réalisateurs de Berlin 36. Son verdict est accablant. « Sur la base des documents disponibles, je pense qu'il est tout à fait hors de question que les nazis aient délibérément créé Dora Ratjen comme "arme secrète" pour les Jeux olympiques ». L'historien Berno Bahro, qui a écrit le livre qui accompagne le film, critique aussi les « déviations claires entre la réalité et la représentation cinématographique » et exhorte les réalisateurs à ne pas vendre le film comme une « histoire vraie ».
En réponse au film, un journaliste d'investigation de Der Spiegel a récupéré des documents originaux du département de médecine sexuelle de l'hôpital universitaire de Kiel, qui permettent de réinterprèter l'histoire de Ratjen d'une manière tout à fait cohérente avec les controverses contemporaines sur le genre. D'après ces documents, l'ambiguïté du genre de Ratjen n'a pas été découverte lors d'un événement sportif, ni révélée à un journaliste dans les années 1950, mais elle est due à la contestation d'une carte d'identité par un officier de police allemand dans une gare. La situation de Ratjen semble être la conséquence d'une confusion peu après sa naissance, que ni lui ni ses parents n'ont semblé être en mesure de rectifier lorsque son identité est devenue conflictuelle à l'adolescence, après une enfance passée à être une fille. Après tout, Ratjen n'avait que 17 ans en 1936 lorsqu'on lui a demandé de concourir pour la patrie. Alors que la théorie de la fraude délibérée des nazis est très populaire, l'histoire de Ratjen est probablement plus familière, faite d'erreurs médicales, d'incertitude quant au sexe et de silences gênés.

## Poésie
En 2022, les éditions Hourra publient En habits de femme, un livre de poèmes de l'écrivain hongrois Zoltán Lesi, qui évoquent son parcours.